# 앨런 어브래머위츠
앨런 아이라 어브래머위츠(영어: Alan Ira Abramowitz, 1947년 12월 1일 ~ )는 미국의 정치학자이다. 선거 예측 모델의 하나인 '변화의 시간 모델(Time-for-change model)'을 개발하였다. 이 모델은 현직 대통령에 대한 국정평가 여론조사, 선거가 있는 해의 2분기 경제성장률, 그리고 현직 대통령의 재선 선거인지 여부 등 3가지 변수로 결과를 예측한다. 로체스터 대학에서 정치학 학사, 스탠퍼드 대학에서 박사 학위를 받았고, 현재 에머리 대학 교수로 있다.